# Hadelinus van Celles

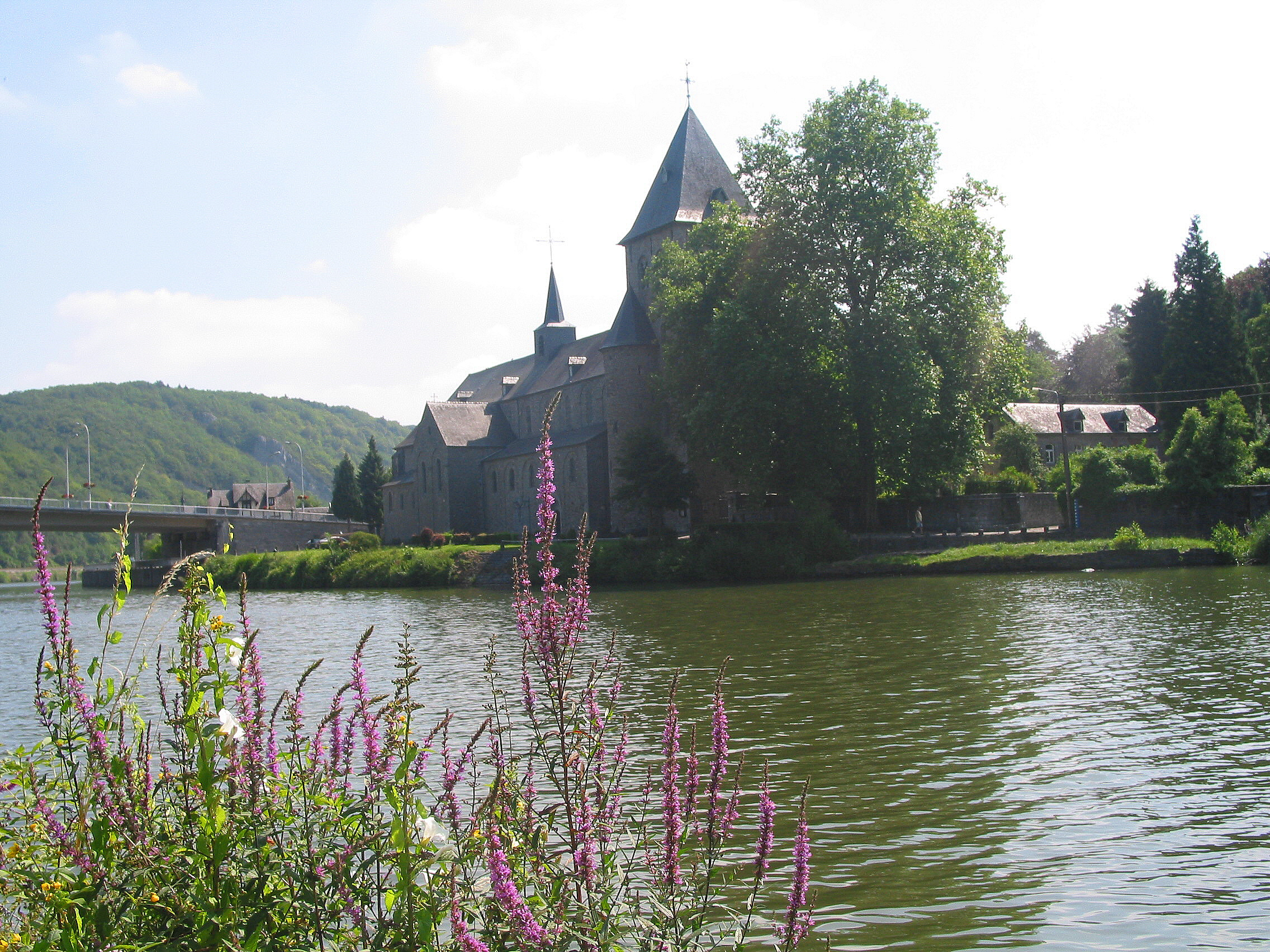
De 10e-eeuwse abdij in Hastière draagt het patrocinium van Sint-Hadelinus.

Hadelinus, ook Hadelinus van Celles of Hadelinus van Wezet, (Aquitanië, ca. 617 – Celles, 3 februari 690) was een leerling van de heilige Remaclus, abt en kloosterstichter. Hij leefde als kluizenaar en wordt vereerd als heilige.

## Levensloop
Hadelinus trad in bij de abdij van Solignac, waar Remaclus abt was. Deze trok naar de Ardennen en stichtte de abdij van Stavelot. De meegereisde Hadelinus betrok op aangeven van de abt een grot om er als kluizenaar te leven en een voorbeeld te zijn voor anderen. Hij kreeg verschillende leerlingen die zich nabij hun leermeester vestigden, elk in hun eigen cella oftewel kluizenaarswoning. Zo ontstond er een kleine kloostergemeenschap. Deze woningen zouden het dorpje Celles zijn naam geven. Pepijn van Herstal schonk Hadelinus landerijen om in het levensonderhoud te voorzien.
Hadelinus overleed in 690. Zijn stoffelijke resten werden in 704 in een reliekschrijn geplaatst die in de kapel kwam te staan. Dankzij de toestroom van pelgrims groeide de kapel uit tot een klooster.

## Wezet

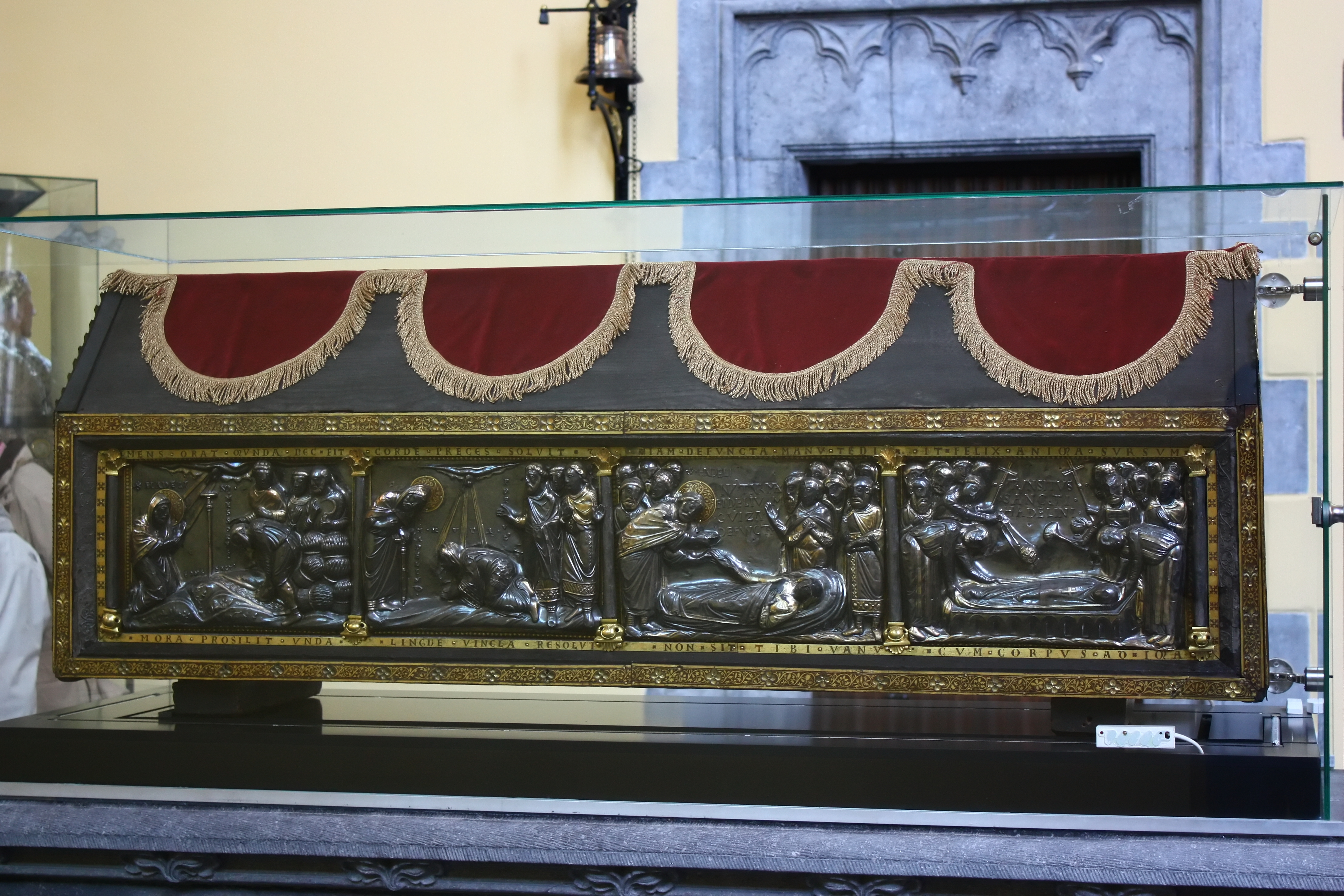
Reliekschrijn van Hadelinus in Wezet.

Wegens problemen met de plaatselijke dorpsheer werden de relieken van Hadelinus op 11 oktober 1338 op aanwijzing van de prins-bisschop van Luik overgebracht naar de kerk van Wezet nabij Luik. Dankzij het onderbrengen op tijdelijke vluchtplaatsen voor het geweld van de beeldenstormers, revolutie en de twee wereldoorlogen, zijn de relieken en het reliekschrijn (12e eeuw, met 11e-eeuwse elementen) bewaard gebleven en in de Kapittelkerk van Sint-Martinus en Sint-Hadelinus te Wezet ter verering opgesteld. De abdij in Hastière (ca. 915 gesticht door paltsgraaf Wigerik van Lotharingen) is naar Hadelinus vernoemd. 
Hadelinus is patroonheilige van Wezet. Het reliekschrijn van Hadelinus wordt op de jaarlijkse Hadelinusprocessie (derde zondag in september) rondgedragen. Zijn gedachtenis wordt gevierd op 3 februari.

## Wonderen
Hadelinus werd gezien als raadgever voor arm en rijk. Tijdens de middeleeuwen ontstonden verschillende wonderbaarlijke verhalen over Hadelinus. Weerkerende legenden zijn de genezing van de doodzieke echtgenote van de heer van Béon, de genezing van een doofstomme vrouw, het doen ontspringen van een fontein in Franchimont bij Philippeville en het uit de dood opwekken van een vrouw met de naam Guiza.